# Hugo Feser
Hugo Feser  (* 17. September 1873 in Hamburg; † 23. Januar 1958 ebenda) war ein deutscher Politiker (SPD) und Mitglied der Hamburgischen Bürgerschaft. Er ist der Vater des Hamburger Landschaftsmalers Albert Feser.

## Leben und Politik
Hugo Feser war gelernter Schriftsetzer und arbeitete später als Verwaltungsbeamter. Er trat 1912 in die SPD ein und verlor während der NS-Diktatur wegen seines politischen Engagement den Arbeitsplatz. 
Er war für seine Partei von Oktober 1946 bis Oktober 1949 in der ersten frei gewählten Bürgerschaft. Er saß dort nur in dieser ersten Wahlperiode. Kritisch in seiner Partei wurde sein Engagement in der Initiativgruppe zur Errichtung einer Beamtengewerkschaft gesehen. Trotz Gesprächen mit dem ebenfalls in der Bürgerschaft sitzenden und führenden Gewerkschafter Adolph Kummernuss war Feser an der Gründung der neuen Gewerkschaft beteiligt.